# مایکروسافت تیمز
مایکروسافت تیمز (به انگلیسی: Microsoft Teams) یک پلت فرم ارتباط و هم‌کاری واحد است که محل کار مداوم، چت کاری، جلسات ویدئو، ذخیره‌سازی فایل (از جمله همکاری در فایل‌ها) و ادغام برنامه را ترکیب می‌کند. مایکروسافت تیمز عمق و گسترش وسیع آفیس ۳۶۵ را گرد هم می‌آورد تا مرکز مبتنی بر چت را برای کار تیمی فراهم سازد و فرصتی را به مشتریان دهد تا محیط دیجیتالی و سیال و بازتری را ایجاد کند. مایکروسافت تیمز که بر اساس تکنولوژی‌های مایکروسافت موجود ساخته شده‌است، با گروه‌های آفیس ۳۶۵ در هم تنیده شده‌است. یک فضای کاری مبتنی بر چت در Office 365 است که راهی برای جمع کردن افراد و محتوای آنها را فراهم می‌کند.

## امکانات
1. چت گروهی
2. انتقال و بهم رساندن فایل‌ها
3. تیم‌ها (تیم‌های کاری)
4. تیم‌های آموزش[۸]
5. تیم‌های دوستان[۹] و خانواده[۱۰] شخصی[۱۱]
6. کانالها
7. تماس - ویدیو کنفرانس
8. ملاقات - قابلیت پشتیبانی حضور هزاران نفر[۱۲]